# McLaren MP4-23
De McLaren MP4-23 is een Formule 1-auto die gebruikt werd door McLaren in het seizoen 2008. De wagen was snel en Lewis Hamilton won er het kampioenschap mee.
Een minder goed seizoen van Heikki Kovalainen betekende echter dat Scuderia Ferrari de constructeurstitel nam.

## Resultaten
| Resultaat                     |
| ----------------------------- |
| Winnaar                       |
| Tweede plaats                 |
| Derde plaats                  |
| Gefinisht (punten)            |
| Gefinisht (geen punten)       |
| Niet geklasseerd (NC)         |
| Uitgevallen (DNF)             |
| Niet gekwalificeerd (DNQ)     |
| Gediskwalificeerd (DSQ)       |
| Niet gestart (DNS)            |
| Gewond (INJ)                  |
| Uitgesloten (EX)              |
| Teruggetrokken (WD)           |
| Niet deelgenomen (blanco cel) |
| vetgedrukt (pole position)    |
| cursief (snelste ronde)       |

| Jaar | Chassis        | Motor                        | Banden | Coureurs          | 1   | 2   | 3   | 4   | 5   | 6   | 7   | 8   | 9   | 10  | 11  | 12  | 13  | 14  | 15  | 16  | 17  | 18  | Punten | WK-plaats |
| ---- | -------------- | ---------------------------- | ------ | ----------------- | --- | --- | --- | --- | --- | --- | --- | --- | --- | --- | --- | --- | --- | --- | --- | --- | --- | --- | ------ | --------- |
| 2008 | McLaren MP4-23 | Mercedes-Benz FO 108V 2.4 V8 | B      |                   | AUS | MAL | BHR | SPA | TUR | MON | CAN | FRA | GBR | DUI | HON | EUR | BEL | ITA | SIN | JPN | CHN | BRA | 151    | Zilver    |
| 2008 | McLaren MP4-23 | Mercedes-Benz FO 108V 2.4 V8 | B      | Lewis Hamilton    | 1   | 5   | 13  | 3   | 2   | 1   | DNF | 10  | 1   | 1   | 5   | 2   | 3   | 7   | 3   | 12  | 1   | 5   | 151    | Zilver    |
| 2008 | McLaren MP4-23 | Mercedes-Benz FO 108V 2.4 V8 | B      | Heikki Kovalainen | 5   | 3   | 5   | DNF | 12  | 8   | 9   | 4   | 5   | 5   | 1   | 4   | 10  | 2   | 10  | DNF | DNF | 7   | 151    | Zilver    |
| Jaar | Chassis        | Motor                        | Banden | Coureurs          | 1   | 2   | 3   | 4   | 5   | 6   | 7   | 8   | 9   | 10  | 11  | 12  | 13  | 14  | 15  | 16  | 17  | 18  | Punten | WK-plaats |

### Eindstand coureurskampioenschap
- Lewis Hamilton: 1e (98pnt)
- Heikki Kovalainen: 7e (53pnt)